# Gare de Kagoshima-Chūō
La gare de Kagoshima-Chūō (鹿児島中央駅, Kagoshima-Chūō-eki) est la gare centrale de la ville de Kagoshima, dans la préfecture éponyme au Japon. Elle est exploitée par la compagnie JR Kyushu. La gare est le terminus sud de la ligne Shinkansen Kyūshū.

## Situation ferroviaire
La gare de Kagoshima-Chūō est située au point kilométrique (PK) 395,3 de la ligne principale Kagoshima. Elle marque la fin de la ligne Shinkansen Kyūshū et le début de la ligne Ibusuki Makurazaki.

## Histoire
La gare a été inaugurée le 11 octobre 1913 sous le nom de gare de Take (武駅). Elle est renommée gare de Nishi-Kagoshima (西鹿児島駅) en 1927.
Le Shinkansen dessert la gare depuis le 13 mars 2004, date à laquelle la gare prend son nom actuel.

## Service des voyageurs

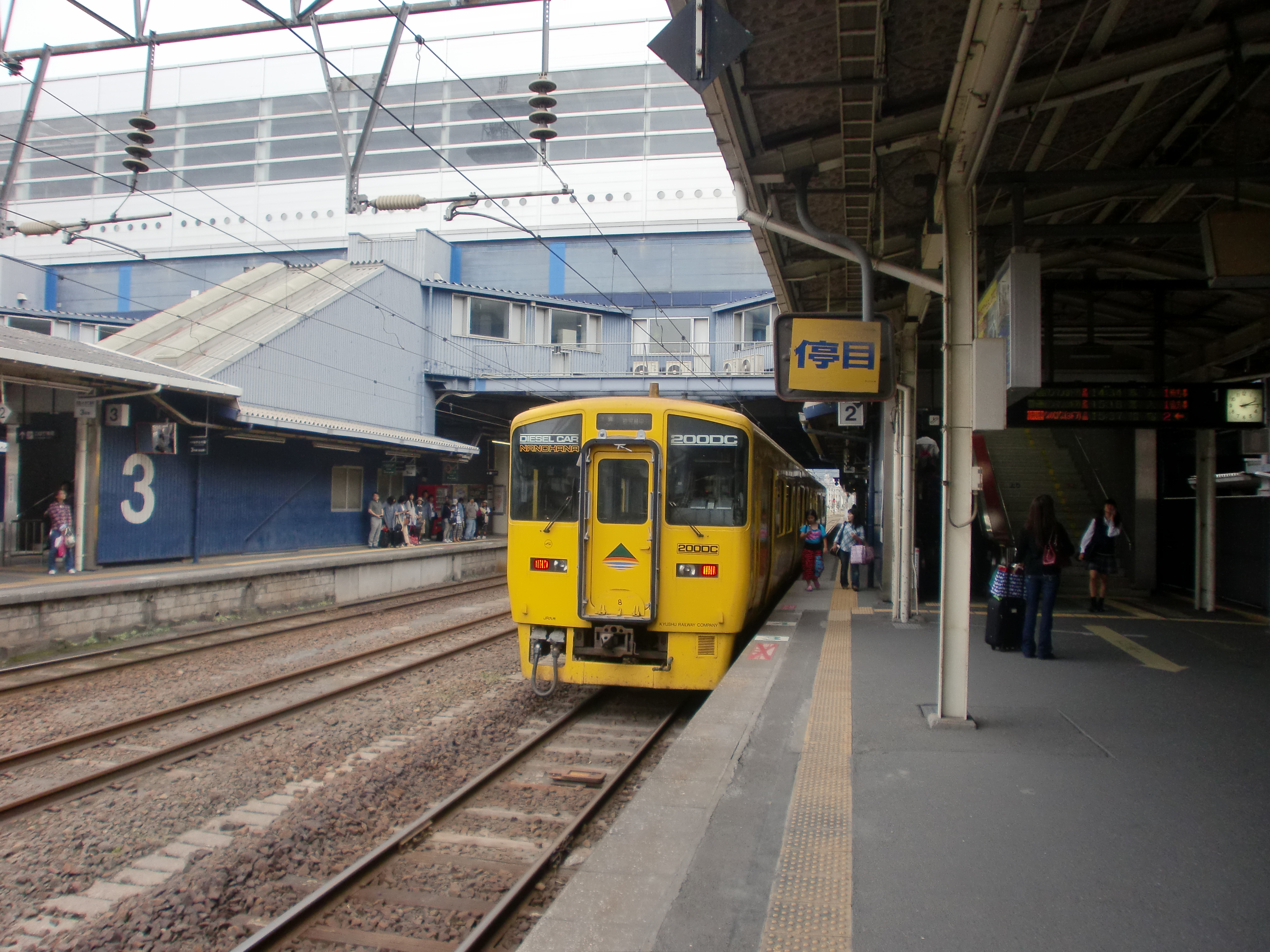
Vue des quais. En hauteur, les quais du Shinkansen.

### Accueil
La gare dispose d'un bâtiment voyageurs ouvert tous les jours, avec des guichets et des automates pour l'achat de titres de transport.

### Desserte
- Ligne Ibusuki Makurazaki :
  - voies 1 à 4 : direction Goino, Ibusuki et Yamakawa
- Ligne principale Kagoshima :
  - voies 2 à 6 : direction Sendai
- Ligne principale Nippō :
  - voies 2 à 6 : direction Kagoshima, Hayato et Miyazaki
- Ligne Shinkansen Kyūshū :
  - voies 11 à 14 : direction Kumamoto, Hakata et Shin-Osaka

### Intermodalité
L'arrêt Kagoshima-Chūōekimae du tramway de Kagoshima se trouve sur le parvis de la gare.